# Melbourne Hakoah
Melbourne Hakoah – australijski klub piłkarski z siedzibą w Melbourne. Klub został założony w 1927 roku i w ciągu pierwszej dekady stał się jednym z czołowych klubów w Victorian Premier League. W roku 1983 klub został rozwiązany.

## Osiągnięcia
- Mistrz Victorian Premier League:  1934, 1935, 1938, 1943.
- Zdobywca Dockerty Cup: 1935, 1943, 1945, 1953, 1954, 1955, 1956, 1966, 1973.